# Garbage in, garbage out
Garbage in, garbage out (pol. śmieci na wejściu – śmieci na wyjściu), GIGO – angielski zwrot mówiący o tym, że nawet gdy program lub procedura przetwarzania były poprawne, wyniki przetwarzania błędnych danych będą błędne.
Maksyma była szczególnie popularna kiedy oprogramowanie nie było jeszcze wystarczająco odporne na błędy użytkowników (nie było wyposażone w procedury weryfikacji danych wejściowych). Obecnie o zasadzie GIGO pamiętać trzeba szczególnie w przypadku stosowania prostych narzędzi, niezabezpieczonych przed śmieciowymi danymi (np. tworzone na własny użytek arkusze kalkulacyjne lub makra).